# Дубров, Денис Витальевич
Денис Витальевич Дубров (укр. Денис Віталійович Дубров; 10 января 1989, Днепропетровск — 9 мая 2022) — украинский пловец, чемпион и призёр летних Паралимпийских игр, мастер спорта Украины международного класса.
Чемпион, серебряный и бронзовый призёр чемпионата Европы 2014, двукратный чемпион и бронзовый призёр чемпионата мира 2015 года, трёхкратный чемпион (400 м в/с, 100 м бат, 200 м кмп.) и двукратный серебряный призёр (100 м брасс, эстафета 4×100 м кмп) чемпионата Европы 2016.
Чемпион XV летних Паралимпийских игр 2016 года.
Скончался 9 мая 2022 года.

## Государственные награды
- Орден «За заслуги» III ст. (4 октября 2016 года) — За достижение высоких спортивных результатов на XV летних Паралимпийских играх 2016 года в городе Рио-де-Жанейро (Федеративная Республика Бразилия), проявленные мужество, самоотверженность и волю к победе, утверждение международного авторитета Украины[6]